# Luciano Urdaneta Vargas

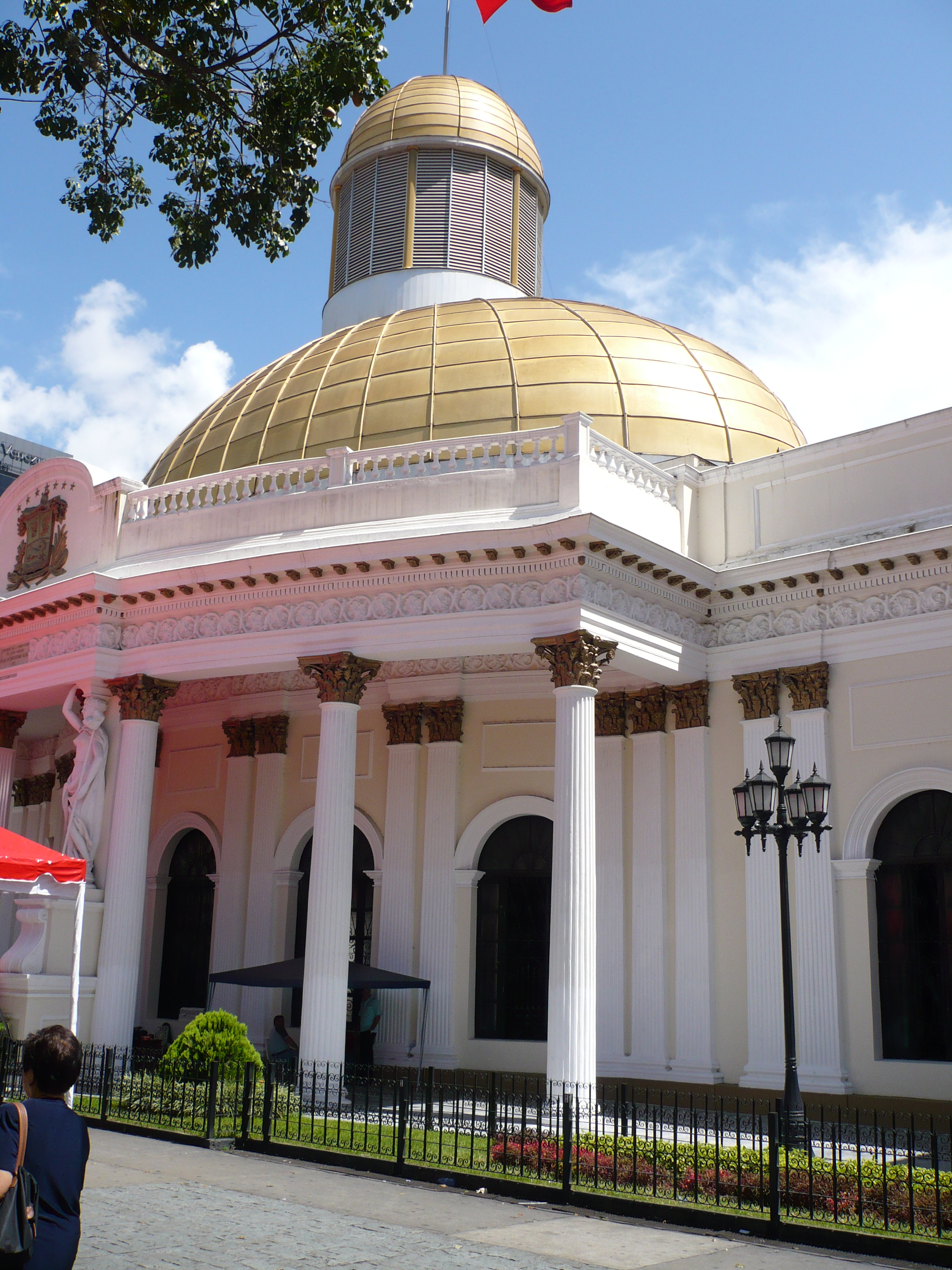
Palacio Federal de Caracas.

Luciano Urdaneta (Maracaibo, 1825 – Caracas, 24 de diciembre de 1899), fue un ingeniero y arquitecto venezolano.
Hijo del general Rafael Urdaneta y Dolores Vargas París próceres de la independencia de Venezuela y Colombia. Se graduó en matemáticas en Caracas en 1843, y posteriormente en ingeniería en  la Escuela Central de Puentes y Caminos de París. En 1850 regresa a Venezuela donde ejerce la docencia.

## Obras

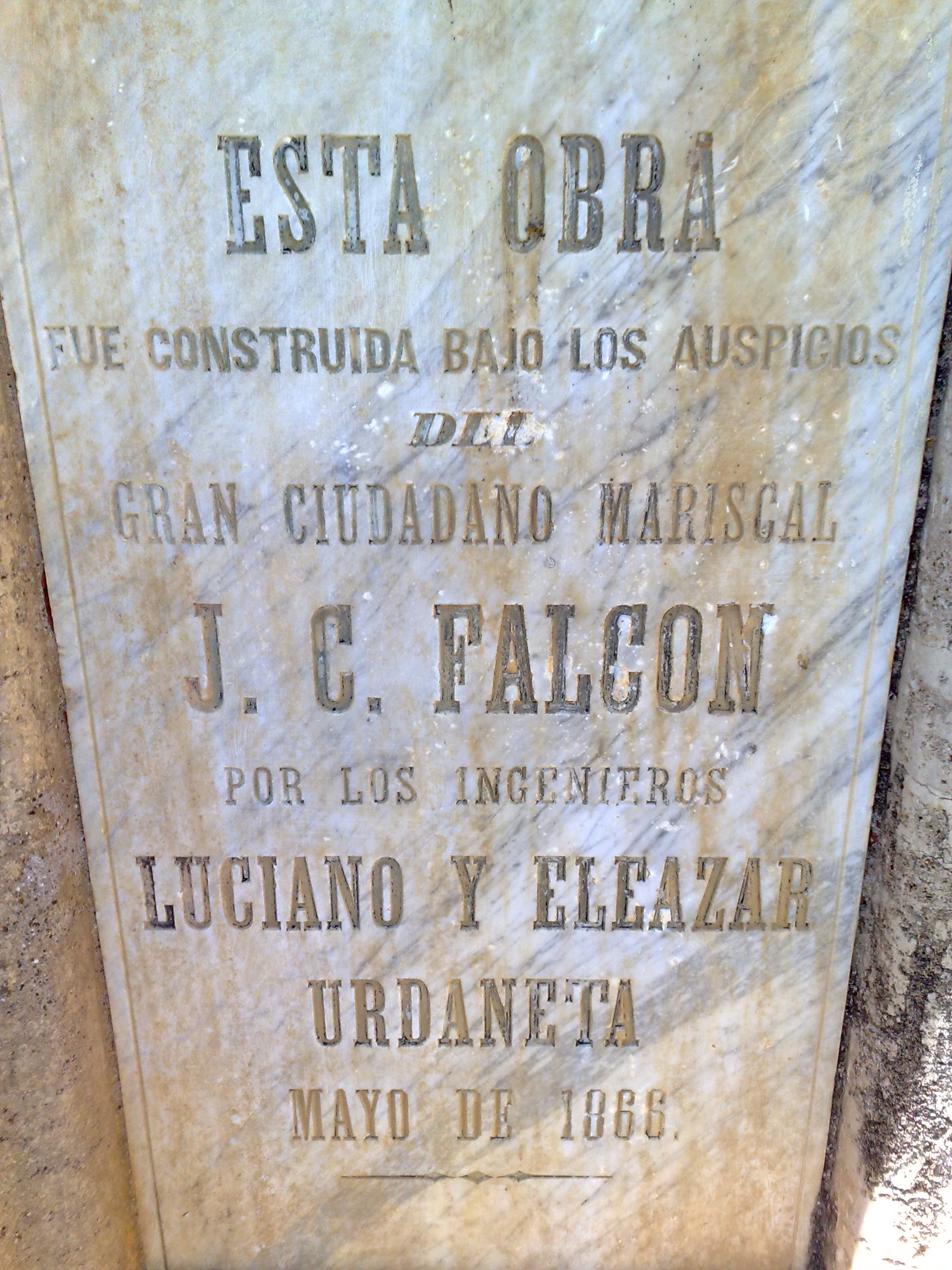
Placa en la represa de Caujarao.

El estilo arquitectónico de Urdaneta es neoclásico, aunque con toques eclécticos.
Realizó tanto trabajos de ingeniería como de arquitectura:
- Represa de Caujarao (1863-1866) (en colaboración con Alberto Lutowski).[3]
- Puente colgante sobre el río Guaire (Caracas).
- Acueducto de El Calvario (en colaboración con su hermano Eleazar Urdaneta), modernizando el sistema de abastecimiento de Caracas.
- Palacio Legislativo de Caracas (1873).
- Palacio Federal de Caracas (1872) (en colaboración con Roberto García).[3]
- Baños de mar de Macuto (1875).
- Teatro Juares de Barquisimeto (en colaboración con Luis Muñoz Tebar).[3]
- Proyecto no ejecutado para la Biblioteca Nacional de Caracas (1890).